# Frères de Notre-Dame du Sacré-Cœur
Les frères de Notre-Dame du Sacré-Cœur (en latin : Fratrum Nostrae Dominae a Sacro Corde) ou frères d'Utrecht forment une congrégation laïque masculine enseignante de droit diocésain.

## Historique
En 1848, Guillaume II voyant dans d'autres pays les révoltes du printemps des peuples comprend qu'il faut faire quelque chose pour éviter la même chose aux Pays-Bas. Il nomme un comité dont le président est Johan Rudolf Thorbecke avec mission d'écrire une nouvelle constitution. La liberté d'enseignement est garantie par la nouvelle constitution ce qui règle en partie la guerre scolaire. L'enseignement confessionnel est autorisé, mais seule l'éducation publique reçoit un soutien financier du gouvernement, les parents qui envoient leurs enfants dans des écoles confessionnelles doivent payer eux-mêmes.
Nommé archevêque de l'archidiocèse d'Utrecht en 1860, Mgr Andreas Ignatius Schaepman est préoccupé par les pauvres et l'instruction des enfants. Pour répondre à l'éducation catholique des garçons dans l'archidiocèse, Mgr Schaepman a l'idée de fonder une congrégation de frères. Il consulte Mgr Zwijsen qui a fondé les frères de la Bienheureuse Vierge Marie, Mère de Miséricorde à Tilbourg en 1844 pour le diocèse de Bois-le-Duc. Mgr Schaepman obtient trois candidats qu'il envoie se former chez les frères de Mgr Zwijsen. Il fonde l'institut le 13 août 1873 et le place sous la protection de Marie sous le titre de Notre-Dame du Sacré-Cœur. Ce titre est utilisé la première fois à Issoudun en 1857 par Jules Chevalier, fondateur des Missionnaires du Sacré-Cœur. La dévotion commence à être connue aux Pays-Bas, puisqu'une confrérie de Notre-Dame du Sacré-Cœur est fondée en 1867 à Sittard, un pèlerinage va même se créer dans cette ville en 1873 dans la chapelle des ursulines. Devant l'afflux de pèlerins, il est décidé en 1873 de construire la basilique Notre-Dame du Sacré-Cœur qui devient un lieu de pèlerinage national ; en 1875, la première pierre est posée et l'église achevée en 1879. Elle est la première église des Pays-Bas à recevoir le titre de basilique mineure en 1883 par le pape Léon XIII. En Belgique néerlandophone, la dévotion est connue également, Jean Schapmans, un prémontré, établit en 1877 à l'abbaye d'Averbode la confrérie de Notre-Dame du Sacré-Cœur.
En 1928, les frères se rendent à Malang dans les Indes orientales néerlandaises où ils ouvrent une école primaire européenne, une école secondaire, une école maternelle néerlandophone et un pensionnat européen. En 1934, les frères gèrent un orphelinat à Probolinggo, ainsi que l'école primaire européenne. Après l'indépendance de l'Indonésie en 1949, les frères s'adaptent au système éducatif indonésien et de nombreux frères demandent la nationalité indonésienne. En 1958, les frères se rendent au Kenya à Mawego et créent une école professionnelle. 
En 2003, le chapitre général décide de placer la maison-mère à Malang en Java oriental dans le même diocèse où la congrégation a commencé en 1928 ses activités en Indonésie. L'ancienne administration générale de De Bilt déménage en Indonésie en mars 2004. Comme l'institut est de droit diocésain, la responsabilité ecclésiale du cardinal Simonis, archevêque d'Utrecht, est cédée à Mgr Pandoyoputro, O.Carm, évêque du diocèse de Malang. Le 28 mars 2004, le transfert du siège de la congrégation à Malang est officiellement inauguré par Mgr Pandoyoputro.

## Activités et diffusion
Les frères de Notre-Dame du Sacré-Cœur se consacrent à l'enseignement de la jeunesse.
Ils sont présents en Indonésie, aux Pays-Bas et au Kenya.
Au 1er janvier 2005, l'institut comptait 134 frères.